# Daniel Tobenz
Daniel Tobenz (* 19. Dezember 1743 in Wien; † 20. August 1819 ebenda) war ein österreichischer katholischer Theologe.

## Leben
Tobenz studierte in seiner Geburtsstadt Theologie und Philosophie. 1762 trat er in den Orden der regulierten Chorherren des heiligen Augustinus in Klosterneuburg ein. In dem dortigen Stift legte er 1763 das Ordensgelübde ab und empfing 1768 die Priesterweihe. Anschließend wirkte er in Wien und in Hietzing als Seelsorger. 1772 verteidigte er eine Dissertation und erhielt die Doktorwürde der Theologie. Drei Jahre danach folgte er einer Berufung nach Wien. An der Universität Wien nämlich erhielt er eine Professur der Patrologie, Literaturgeschichte und der theologischen Polemik.
Als Tobenz 1786 Dekan der theologischen Fakultät geworden war, betrat er zugleich den Lehrstuhl der Hermeneutik, der neutestamentlichen Exegese und der griechischen Sprache. 1787 war er Präfekt im Kloster Neuhof und von 1790 bis 1803 Professor der Dogmatik an der Universität Wien. 1806 erhob ihn Erzherzog Rudolph zum Geistlichen Rat. Als Tobenz 1811 in den Ruhestand versetzt worden war, begab er sich in das Kloster Neuhof zurück. Dort überraschte ihn den 20. August 1819 der Tod, während er sich mit der Umarbeitung seiner theologischen Schriften zum Zweck einer Gesamtausgabe beschäftigte.
Diese Ausgabe, deren Vollendung er nicht mehr erlebte, erschien von 1814 bis 1822 in 15 Oktavbänden. Zudem sollten auch seine Werke zu einer Paraphrase über die Psalmen und einem kritischen Kommentar über das Neue Testament, noch einem Nachschlagewerk über die Moraltheologie, Dogmatik und Patristik, die selbst sehr reichhaltig waren, genannt werden.

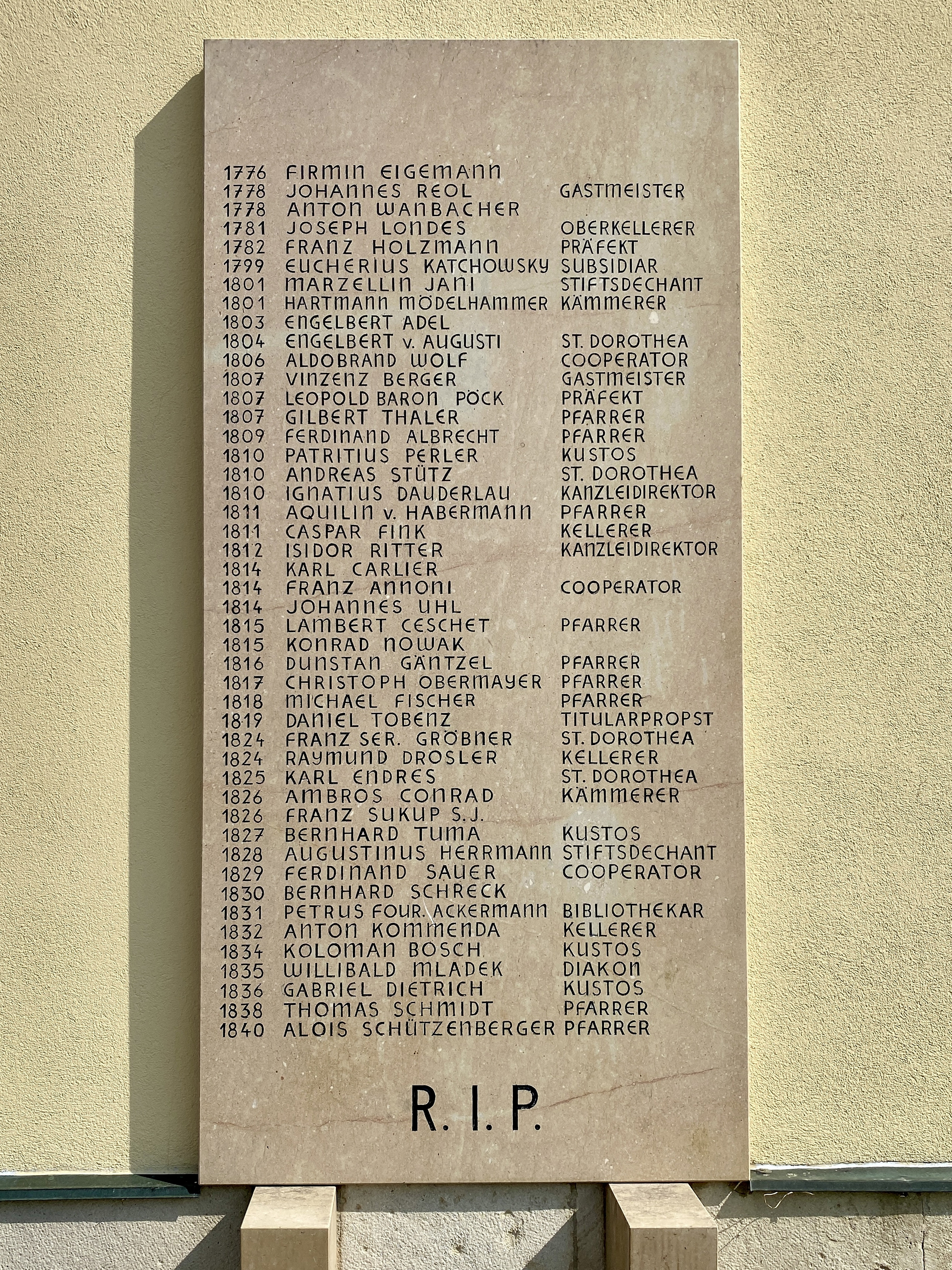
Name von Daniel Tobenz an der Chorherren-Gruft

Die Grabstätte von Daniel Tobenz befindet sich in der Chorherren-Gruft auf dem Oberen Stadtfriedhof in Klosterneuburg.

## Werke
- Patrologiae et historiae literar. Theolog. Conspectus. Wien 1776
- Institutiones usus et doctrinae Patrum. Pars I et II. Wien 1777–1779
- Examen tractatus Joannis Barbeyraci de doctrina morali Patrum ecclesiae, Dissertatio prima. 1785
- Institutiones, usus et doctrina patrum. Pesth 1787, 3. Aufl. 1819;
- Commentarius in Novum Testamentum. 1804–1806
- Paraphrasis Psalmorum ex hebraico adornate, notis et summaris instructa. Wien 1814 2. Teile
- Institutiones S. Scripturae. Wien 1814, 2 Bde.
- Institutiones theologiae moralis. Wien 1815, 3 Bde.
- Commentarius in S. Scripturam novi Foederis. Wien 1819;
- Institutiones theologiae dogmaticae. Wien 1820, 5 Bde.
- Opera Omnia. 1814–22, 15 Bde.